# Roque Santa Cruz
Roque Luis Santa Cruz Cantero (født 16. august 1981 i Asunción, Paraguay) er en paraguayansk fodboldspiller, der spiller som angriber hos Olimpia Asunción. Han har desuden spillet for blandt andet Bayern München, Blackburn, Manchester City og Malaga.
Med Bayern München var Santa Cruz med til at vinde hele fem tyske mesterskaber og fire DFB-Pokaltitler. I 2001 var han desuden en del af holdet der vandt Champions League og Intercontinental Cup. Hos Olimpia Asunción vandt han to paraguayanske mesterskaber.

## Landshold
Santa Cruz står (pr. april 2018) noteret for 112 kampe og 32 scoringer for Paraguays landshold, som han debuterede for som kun 17-årig i 1999. Han har repræsenteret sit land ved både VM i 2002, VM i 2006 og VM i 2010, samt ved Copa América i henholdsvis 1999 og 2007.

## Titler
Paraguayansk Mesterskab
- 1998 og 1999 med Olimpia Asunción

Bundesligaen
- 2000, 2001, 2003, 2005 og 2006 med FC Bayern München

DFB-Pokal
- 2000, 2003, 2005 og 2006 med FC Bayern München